# Токарьово (Богословське сільське поселення)
Токарьово (рос. Токарёво) — присілок в Пестовському районі Новгородської області Російської Федерації.
Населення становить 17 осіб. Входить до складу муніципального утворення Богословське сільське поселення.

## Історія
Від 2004 року входить до складу муніципального утворення Богословське сільське поселення

## Населення
| 2009 | 2010 |
| ---- | ---- |
| 25   | ↘17  |